# Bassel Khartabil

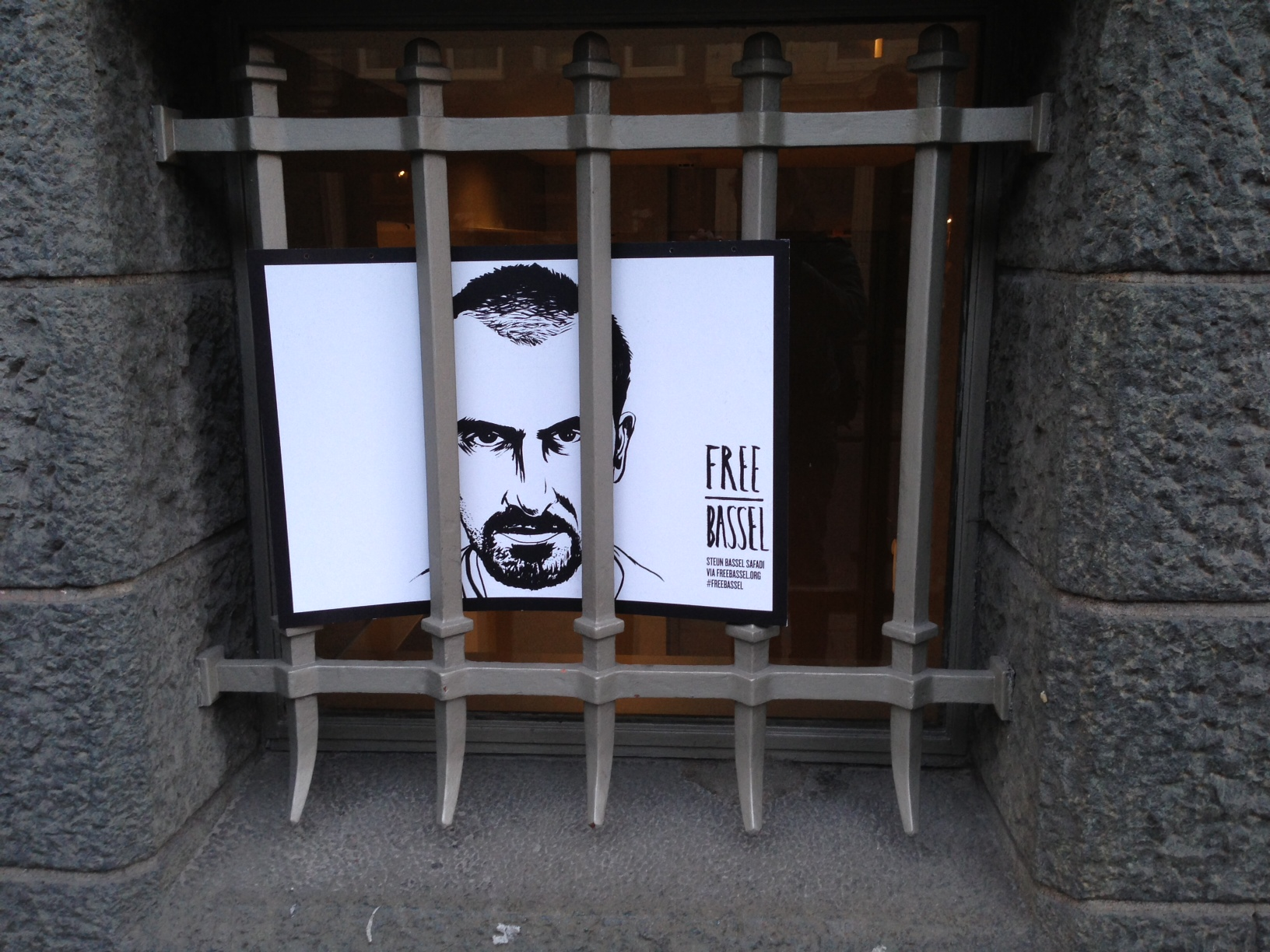
1. FREEBASSEL

Bassel Khartabil (en árabe: باسل خرطبيل‎) también conocido como Bassel Safadi (en árabe: باسل صفدي‎; n. 22 de mayo de 1981-c. 2015), fue un desarrollador de software de código abierto e ingeniero sirio.
El 15 de marzo de 2012, el primer aniversario de la fase de la insurrección civil, fue detenido por el gobierno de Siria en la prisión de Adra en Damasco por formar parte de la oposición siria. En 2015 se le perdió el rastro, y solo en agosto de 2017 se informó que Bassel había sido ejecutado por el régimen sirio.

## Biografía
Khartabil nació y se crio en Siria, donde se especializó en el desarrollo de software de código abierto. Fue director de informática y cofundador de la empresa de investigación colaborativa, Aiki Lab. También dirigió Al-Aous, una institución que investigaba y publicaba dedicada a las ciencias arqueológicas y las artes en Siria. Trabajó como líder de proyectos y afiliado público para Creative Commons de Siria y contribuyó con Mozilla Firefox, Wikipedia, Open Clip Art Library y Fabricatorz.

## Detención
El 15 de marzo de 2012, Khartabil fue detenido en el distrito de Mazzeh, en Damasco, por las milicias de seguridad. Fue interrogado y torturado durante cinco días por la Rama Militar 215, y su casa fue allanada por las fuerzas de seguridad, que confiscaron su computadora y otros bienes. Posteriormente fue trasladado a la División de Interrogación Rama 248, donde estuvo incomunicado por nueve meses. El 9 de diciembre de ese año fue llevado a una audiencia frente a un fiscal militar, sin ser acompañado por un abogado, donde fue acusado de «dañar la seguridad del Estado», y fue trasladado a la cárcel de Adra.

## CampañaFree Bassel
Luego que su detención se hiciera pública en julio de 2012, una campaña global demandó su liberación inmediata. Organizaciones de internet como Mozilla, Wikipedia, Global Voices, EFF y Creative Commons escribieron cartas al gobierno sirio para pedir su liberación. 
El 22 de mayo de 2013, conmemorando el segundo cumpleaños de Khartabil en prisión, la organización a favor de la libertad de expresión, Index on Censorship juntó fuerzas con Creative Commons y #FREEBASSEL para celebrar los logros de Bassel y alentar a otros a mandarle saludos de cumpleaños. Además, se lanzó un proyecto (Project Sunlight) con el fin de fomentar la acción de develar más información sobre la condición y localización de Khartabil.
Khartabil iba a casarse con Noura Ghazi en abril de 2012. Según reportes hechos a Project Sunlight, Khartabil se casó con su prometida en prisión. Noura y Bassel publicaron un libro, disponible en formato electrónico, árabe e inglés desde mayo de 2016, donde relatan lo sucedido.
A finales de 2015, MIT Media Lab anunció que había ofrecido a Bassel Khartabil un puesto como investigador de su Center for Civic Media, donde trabajaría con el director del centro, Ethan Zuckerman, para realizar, entre otros proyectos, un reconstrucción digital en 3D de la antigua ciudad siria de Palmira, destruida en 2015 por el Dáesh. En marzo de 2016, en un artículo publicado en The Guardian, el cofundador de Wikipedia, Jimmy Wales, se unió a las voces exigiendo su liberación.

## Fallecimiento
El 1 de agosto de 2017, Noura Ghazi Safadi, esposa de Khartabil, confirmó que el activista había sido asesinado en octubre de 2015.

Las palabras salen con dificultad mientras estoy a punto de anunciar, a nombre de la familia de Bassel y la mía, la confirmación de la sentencia de muerte de mi esposo Bassel Khartabil Safadi. Él fue ejecutado solo días después de que fue sustraído de la prisión de Adra en octubre de 2015.

Este es un final que se ajusta a un héroe como él. Gracias por asesinar a mi amado. Fui la novia de la revolución debido a ustedes. Y debido a ustedes me convertí en viuda. Esta es una pérdida para Siria. Esta es una pérdida para Palestina. Esta es mi pérdida.
Noura Ghazi Safadi

A su muerte, Creative Commons anunció la creación de un fondo memorial para apoyar proyectos inspirados en la visión de Bassel. Por su parte, una coalición conformada por Creative Commons, la Fundación Wikimedia, la Fundación Jimmy Wales, Mozilla, entre otros, lanzó la Bassel Khartabil Free Culture Fellowship, un estipendio para apoyar los proyectos de cultura libre en el mundo árabe.

## Publicaciones
- 2016, Esperando (ISBN 9781329747982 en inglés: Waiting)